# Hedeoma patrina
Hedeoma patrina là một loài thực vật có hoa trong họ Hoa môi. Loài này được W.S.Stewart mô tả khoa học đầu tiên năm 1939.